# ドーター・オブ・タイム
『ドーター・オブ・タイム』（Daughter of Time）は、イギリスのプログレッシブ・ロック・バンド、コロシアムが1970年に発表した3作目のスタジオ・アルバム。本作よりクリス・ファーロウとマーク・クラークが加入するが、バンドは本作リリース後のツアーを最後に一度解散した。

## 背景
当初は元ルネッサンスのルイス・セナモがベースを担当したが、セナモはレコーディングの途中で脱退し、マーク・クラークが残りの曲でベースを弾いた。セナモは1994年、フランスのプログレッシブ・ロック専門誌『Big Bang』のインタビューにおいて脱退の理由を「スタイルが違い過ぎたし、仲良くやっていけなかった」と語っている。また、LPのA面に当たる4曲にはバーバラ・トンプソンが参加している。
「Time Lament」と「The Daughter of Time」には、ニュー・ジャズ・オーケストラの音楽監督ニール・アードレイがアレンジで参加した。なお、ジョン・ハイズマン、ディック・ヘクストール＝スミス、バーバラ・トンプソンはニュー・ジャズ・オーケストラのメンバーだったこともある。「Theme for an Imaginary Western」は、ジャック・ブルースが1969年のアルバム『ソングス・フォー・ア・テイラー』で発表した曲のカヴァーで、ハイズマンはオリジナル・ヴァージョンのレコーディングにも参加していた。「The Time Machine」は、1970年7月のロイヤル・アルバート・ホール公演におけるライブ音源である。

## 反響・評価
全英アルバムチャートでは5週チャート圏内に入り、最高23位を記録した。Mike DeGagneはオールミュージックにおいて5点満点中3点を付け「8曲すべてにおいて、多数の楽器が融合し見事な音の混合物を生み出している」「短いアルバムだという事実を別とすれば、『ドーター・オブ・タイム』はプログレッシブ・ロックの健全な例である」と評している。

## 収録曲
6. 8.はインストゥルメンタル。
1. スリー・スコア・アンド・テン、アーメン - "Three Score and Ten, Amen" (Dave Clemson, Dave Greenslade, Jon Hiseman) – 5:35
2. タイム・ラメント - "Time Lament" (D. Greenslade, J. Hiseman) – 6:12
3. テイク・ミー・バック・トゥ・ドゥームスデイ - "Take Me Back to Doomsday" (D. Clemson, D. Greenslade, J. Hiseman, Dick Heckstall-Smith) – 4:25
4. ザ・ドーター・オヴ・タイム - "The Daughter of Time" (Barry Dennan, D. Greenslade, D. Heckstall-Smith) – 3:33
5. シーム・フロム・アン・イマジナリー・ウェスタン - "Theme for an Imaginary Western" (Pete Brown, Jack Bruce) – 4:08
6. ブリング・アウト・ユア・デッド - "Bring Out Your Dead" (D. Clemson, D. Greenslade) – 4:18
7. ダウンヒル・アンド・シャドウズ - "Downhill and Shadows" (D. Clemson, J. Hiseman, Tony Reeves) – 6:12
8. ザ・タイムマシーン - "The Time Machine" (J. Hiseman) – 8:07

## 参加ミュージシャン
- クリス・ファーロウ - ボーカル (on #1, #2, #4, #5, #7)
- デイヴ・クレムソン - ボーカル (on #3)、ギター
- ディック・ヘクストール＝スミス - サックス、スポークン・ワード
- デイヴ・グリーンスレイド - オルガン、ピアノ、ヴィブラフォン、バッキング・ボーカル
- マーク・クラーク - ベース (on #1, #5, #7)
- ジョン・ハイズマン - ドラムス、パーカッション

アディショナル・ミュージシャン
- バーバラ・トンプソン - フルート、サックス、バッキング・ボーカル (on #1, #2, #3, #4)
- ルイス・セナモ - ベース (on #2, #3, #4, #6)
- ニール・アードレイ - アレンジ (on #2, #4)
- デレク・ワズワース - トロンボーン(on #2, #4)
- ハロルド・ベケット - フリューゲルホルン、トランペット (on #2, #4)
- ジャック・ロススタイン - 第一ヴァイオリン (on #2, #4)
- トレヴァー・ウィリアムス - 第二ヴァイオリン (on #2, #4)
- ニコラス・クレイマー - ヴィオラ (on #2, #4)
- チャールズ・タンネル - 第一チェロ (on #2, #4)
- フレッド・アレキサンダー - 第二チェロ (on #2, #4)